# Jiří Fabík
Jiří Fabík (* 26. dubna 1949) je český fotbalový trenér a bývalý útočník.

## Hráčská kariéra
V československé lize hrál za Válcovny plechu Frýdek-Místek, vstřelil jednu prvoligovou branku.

### Prvoligová bilance
| Ročník          | Zápasy | Góly | Minuty | Klub                |
| --------------- | ------ | ---- | ------ | ------------------- |
| I. liga 1976/77 | 5      | 1    | –      | TJ VP Frýdek-Místek |
| CELKEM I. LIGA  | 5      | 1    | –      |                     |

## Trenérská kariéra
Po skončení hráčské kariéry se stal trenérem. V sezoně 2016/17 vedl TJ Tošanovice v I. A třídě Moravskoslezského kraje.